# 乌玛瓦卡旱谷
乌玛瓦卡旱谷（西班牙語：Quebrada de Humahuaca）是阿根廷西北部胡胡伊省的一个山谷，长约155公里，南北走向。西面和北部为阿尔蒂普拉诺高原，东部为安第斯山脉。该地在1万年前就有人类居住，历史上曾为一条商业通道，山谷内有很多历史遗迹。2003年被列为世界文化遗产。

## 登录基准
该世界遗产被认为满足世界遺產登錄基準中的以下基準而予以登錄：
- （ii）在某期间或某种文化圈里对建筑、技术、纪念性艺术、城镇规划、景观设计之发展有巨大影响，促进人类价值的交流。
- （iv）关于呈现人类历史重要阶段的建筑类型，或者建筑及技术的组合，或者景观上的卓越典范。
- （v）代表某一个或数个文化的人类传统聚落或土地使用，提供出色的典范－特别是因为难以抗拒的历史潮流而处于消灭危机的场合。